# Pegnitz (rivier)
De Pegnitz is een rivier in Beieren, Duitsland, die na 79 km samen met de Rednitz de Regnitz vormt.

## Merkwaardigheden

### Bron
De bron van de Pegnitz bevindt zich in de stad Pegnitz op de oosthelling van de Schloßberg: uit een op 425 m hoogte gelegen karstbron loopt het water van de Pegnitz door de stad. De grootste wateraanvoer komt evenwel niet uit deze bron maar uit het Lindenhardter Forst als de Fichtenohe, die in Pegnitz samenkomt met de korte beek uit de Pegnitzbron.

### Craimoosweiher
De Craimoosweiher is een bijna 15 hectare grote vijver die zich pal op de waterscheiding van de Main en de Pegnitz bevindt. Het water uit de Craimoosweiher vloeit zowel naar het noorden in de Rode Main als naar het zuiden in de Weihergraben en zo in de Pegnitz. Daardoor ontstaat een - zeldzaam voorkomende - bifurcatie: pas bij de monding van de Regnitz in de Main bij Bamberg komt het water opnieuw samen.

### Beekkruising
Deze bijzonderheid bevindt zich in een klein park in Pegnitz, de Wiesweiher. De eerder naar links afgesplitste arm van de Fichtenohe (hier Mühlbach genoemd) gaat onder de rechtdoor stromende Pegnitz (die dus eerder met de rechterarm van de Fichtenohe samenvloeide) door via een onderleider en stroomt zo verder naar de Wasserberg.

### Ondergronds traject

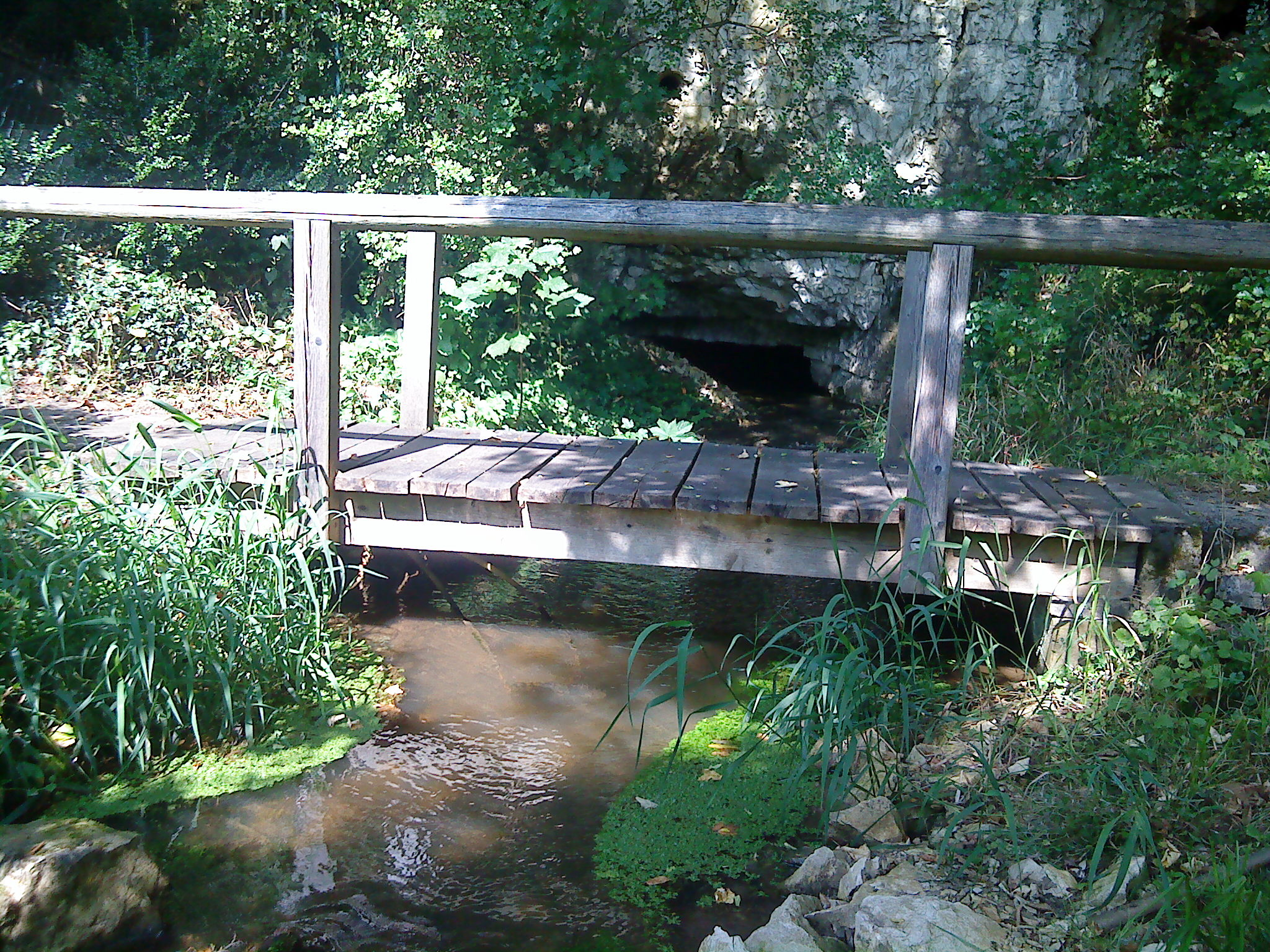
De Fichtenohe stroomt uit de Wasserberg

Het natuurmonument Unterirdischer Durchfluss:
- De Pegnitz stroomt in een wijde boog rond de Wasserberg
- De Fichtenohe/Mühlbach verdwijnt in de berg ter hoogte van de Röschmühle.

Na - in vogelvlucht - 320 meter komt het beekje aan de zuidkant van de berg weer tevoorschijn en stroomt daar in de Pegnitz. Het ondergronds traject is onbekend, maar hoewel de Pegnitz een schijnbaar langer traject aflegt om de berg heen, is dat water meer dan 4 maal sneller bij de samenvloeiing.

## Verloop
De Pegnitz stroomt in zuidelijke richting langs Neuhaus en Velden door het Natuurpark Fränkische Schweiz-Veldensteiner Forst en dan door de Hersbrucker Schweiz langs Hersbruck. Vanaf hier stroomt de Pegnitz naar het westen door Lauf en Neurenberg naar Fürth. Net ten noorden van de binnenstad van Fürth voegt hij zich samen met de Rednitz tot Regnitz op een hoogte van 283 meter.

## Bijrivieren
Stroomafwaarts geordend:
| Naam                  | GKZ      | Lengte in km | kant   | Monding te                    | Opmerking                                                                                    |
| --------------------- | -------- | ------------ | ------ | ----------------------------- | -------------------------------------------------------------------------------------------- |
| Fichtenohe            | 24221000 | 22,59        | links  | Pegnitz                       |                                                                                              |
| Flembach              | 24222000 | 1,43         | links  | Auerbach in der Oberpfalz     | De korte Flembach ontstaat door de samenvoeging van de Fenkenwaldbach en de Goldbrunnenbach. |
| Hirschbach (Wildbach) | 24223800 | 12,40        | links  | Pommelsbrunn                  |                                                                                              |
| Högenbach             | 24224000 | 10,37        | links  | Pommelsbrunn                  |                                                                                              |
| Happurger Bach        | 24225200 | 11,04        | links  | Happurg                       |                                                                                              |
| Sittenbach            | 24225400 | 10,79        | rechts | Hersbruck                     | De monding bevindt zich in de wijk Altensittenbach.                                          |
| Hammerbach            | 24225600 | 11,76        | links  | Henfenfeld                    |                                                                                              |
| Sandbach              | 24225920 | 7,13         | links  | Reichenschwand                |                                                                                              |
| Schnaittach           | 24226000 | 14,59        | rechts | Ottensoos/Neunkirchen am Sand | De monding bevindt zich op de gemeentegrens.                                                 |
| Röttenbach            | 24227200 | 9,56         | rechts | Neunkirchen am Sand           |                                                                                              |
| Bitterbach            | 24227400 | 6,27         | rechts | Lauf an der Pegnitz           |                                                                                              |
| Röthenbach            | 24228000 | 16,86        | links  | Röthenbach an der Pegnitz     |                                                                                              |
| Langwassergraben      | 24229320 | 5,98         | rechts | Nürnberg-Laufamholz           |                                                                                              |
| Tiefgraben            | 24229340 | 6,96         | rechts | Nürnberg-Erlenstegen          |                                                                                              |
| Goldbach              | 24229392 | 7,40         | links  | Nürnberg-Wöhrd                |                                                                                              |

## Steden aan de Pegnitz
Stroomafwaarts geordend:
- Pegnitz
- Velden an der Pegnitz
- Hersbruck
- Lauf an der Pegnitz
- Röthenbach an der Pegnitz

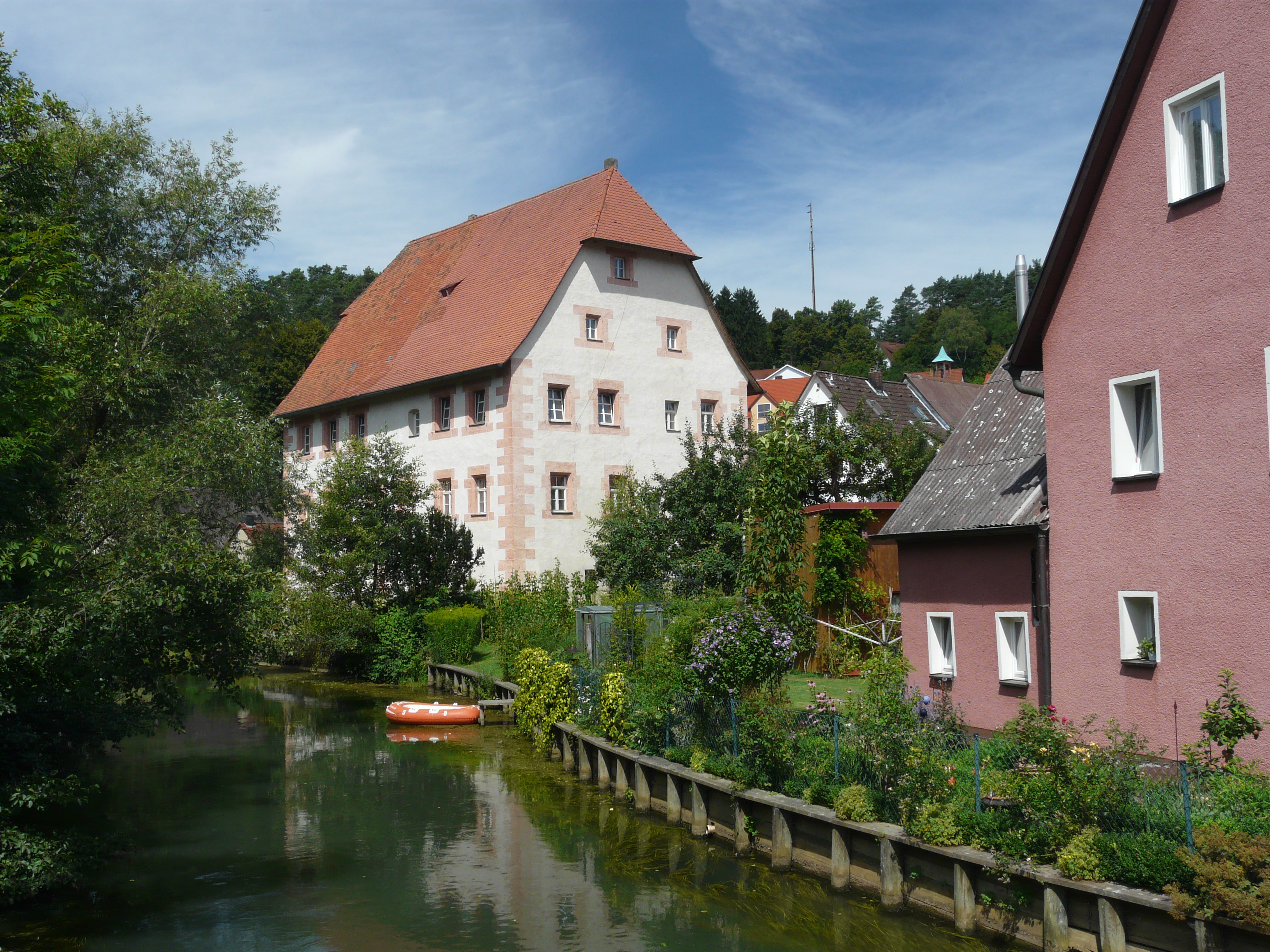
Voormalig Pflegerschloss aan de Pegnitzoever in Velden

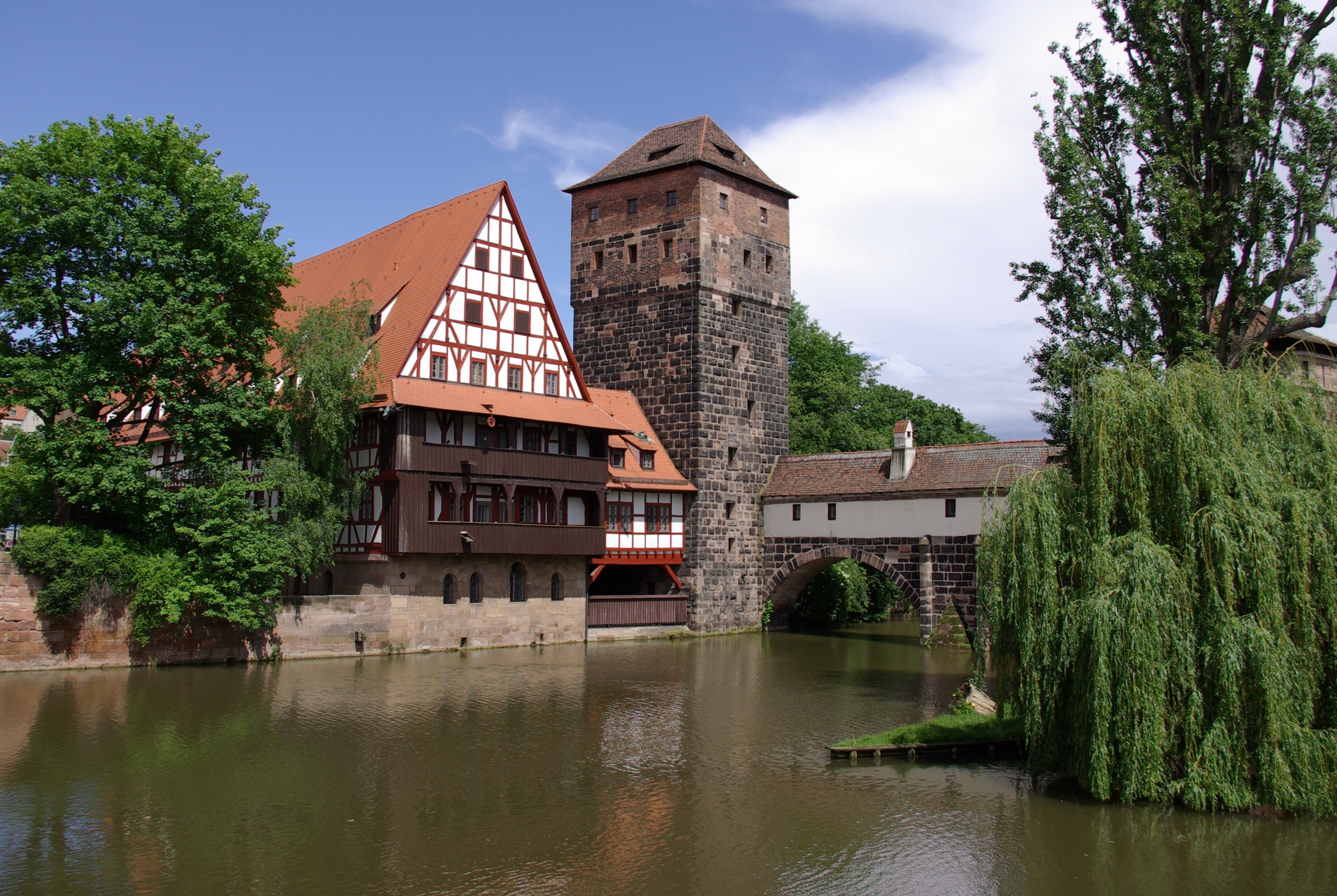
Weinstadel en Watertoren aan de Pegnitz in Neurenberg

- Neurenberg: In het stadsgebied (ca. 14 km) zijn er meerdere zijtakken. Aan de oostzijde van de stad wordt met een stuw de Wöhrder See gevormd. De ijzeren hangbrug (Kettensteg) dateert uit 1824. Westelijk van de Maxbrücke is er een stuw. In het westen van de stad werd in de periode 1998 - 2001 de rivier weer in zijn natuurlijke staat hersteld en ook een waterrad, naar een historisch voorbeeld, herbouwd.
- Fürth: ook hier werd, naar aanleiding van het project Uferstadt Fürth (Ombouw van de voormalige Grundig-fabriek tot Businesspark), de rivier weer in zijn natuurlijke bedding gelegd.

## Geschiedenis
Sinds de middeleeuwen is de Pegnitz van economisch belang voor de regio: enerzijds door zijn rijkdom aan vis en anderzijds door de aanwending van de waterkracht voor talrijke molens.
Na de overstroming van februari 1909 (met een debiet van 370 m³/s) werd het traject in Neurenberg aangepast en 4 km ingekort.

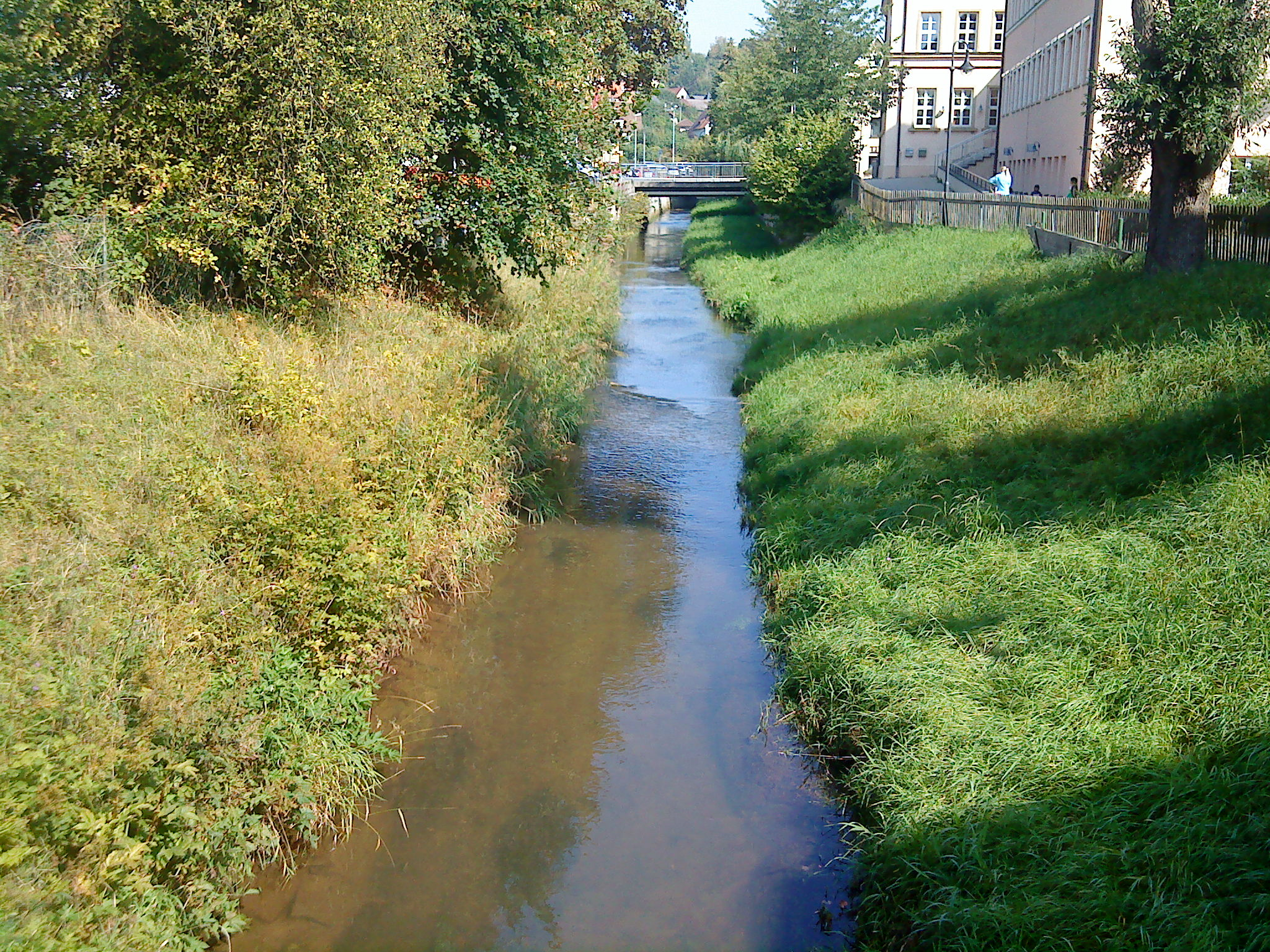
De Pegnitz, stroomafwaarts van de stad Pegnitz
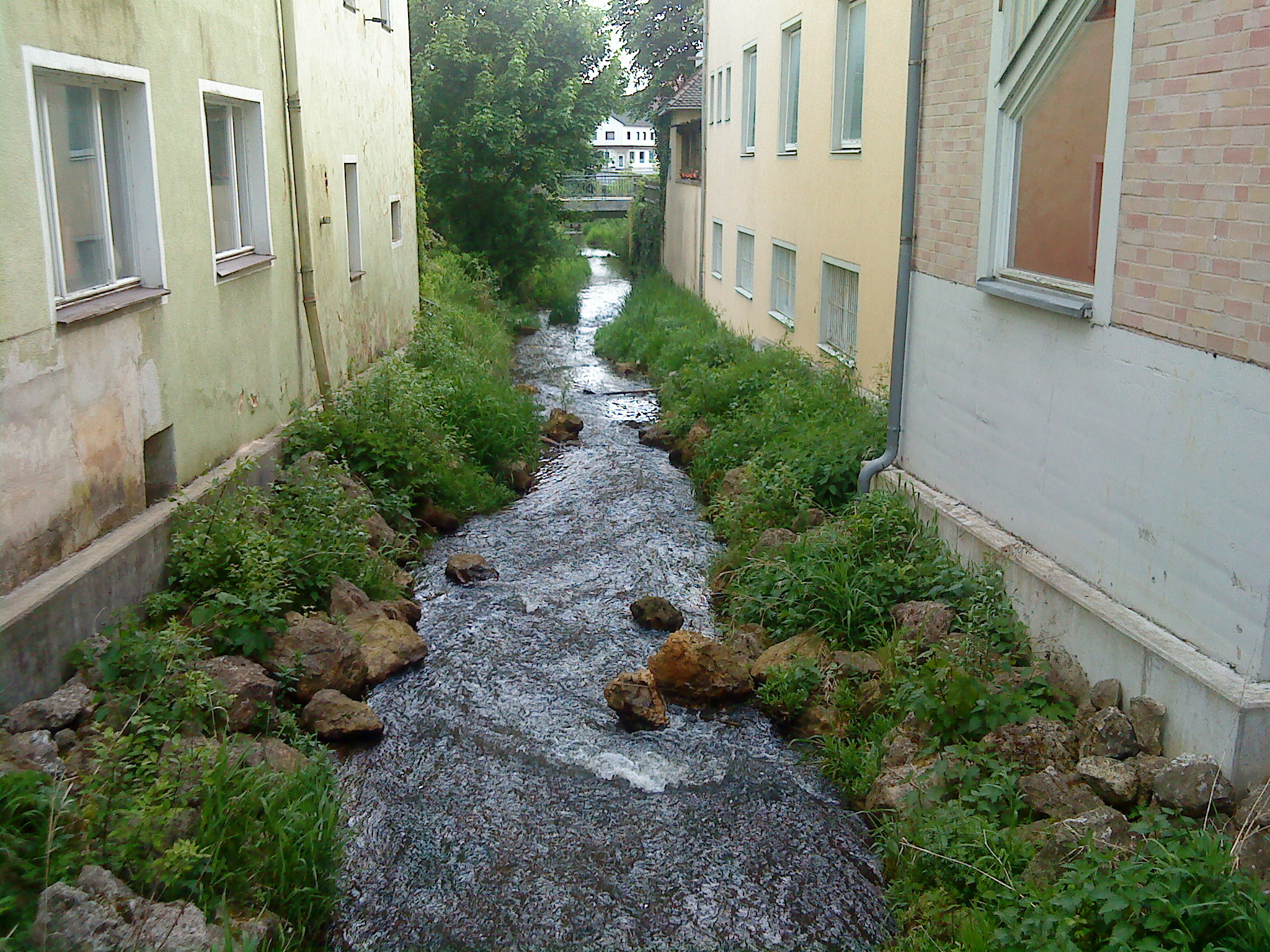
De linkse arm van de Fichtenohe in Pegnitz
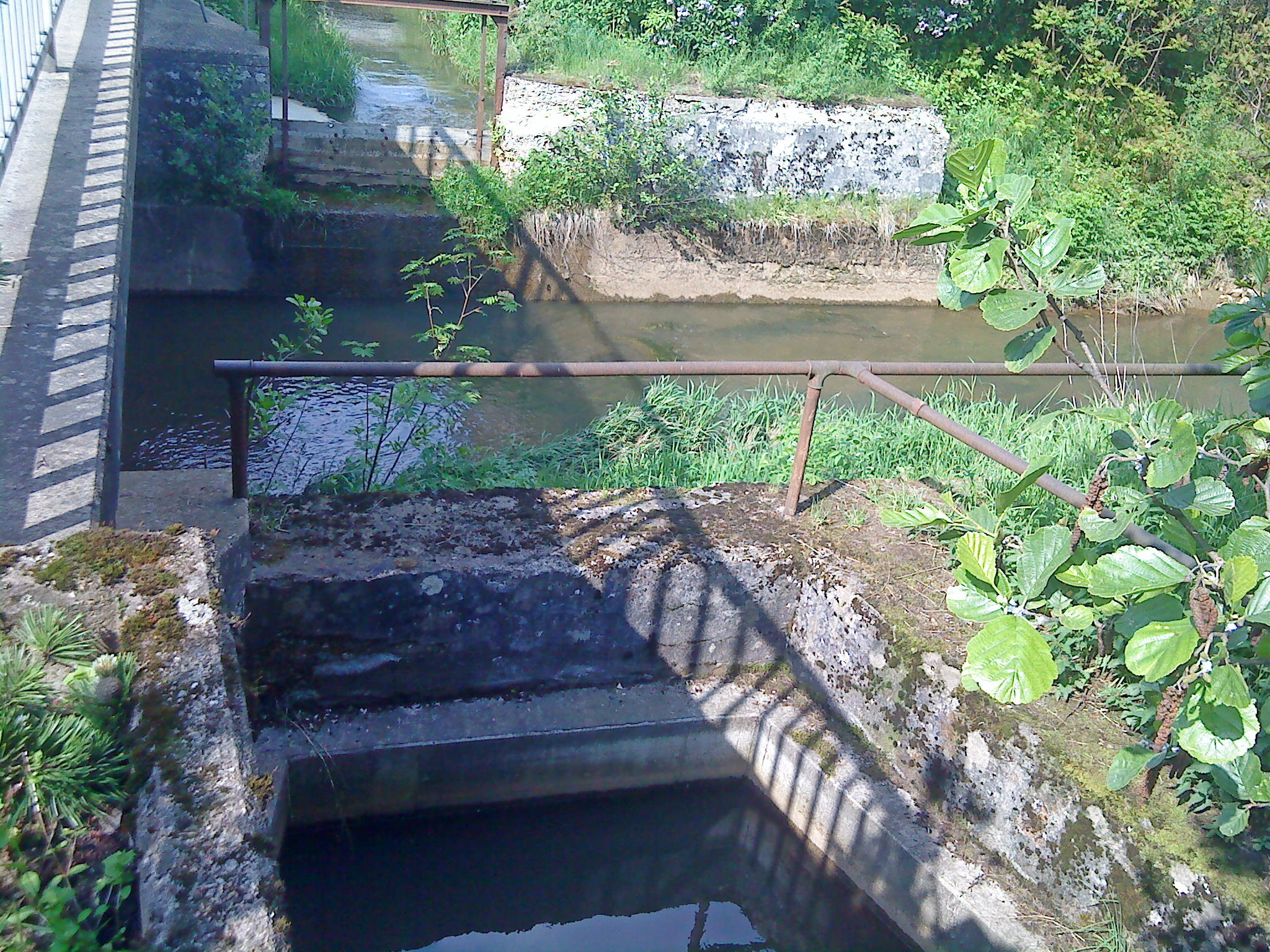
De duiker van de Fichtenohe onder de Pegnitz
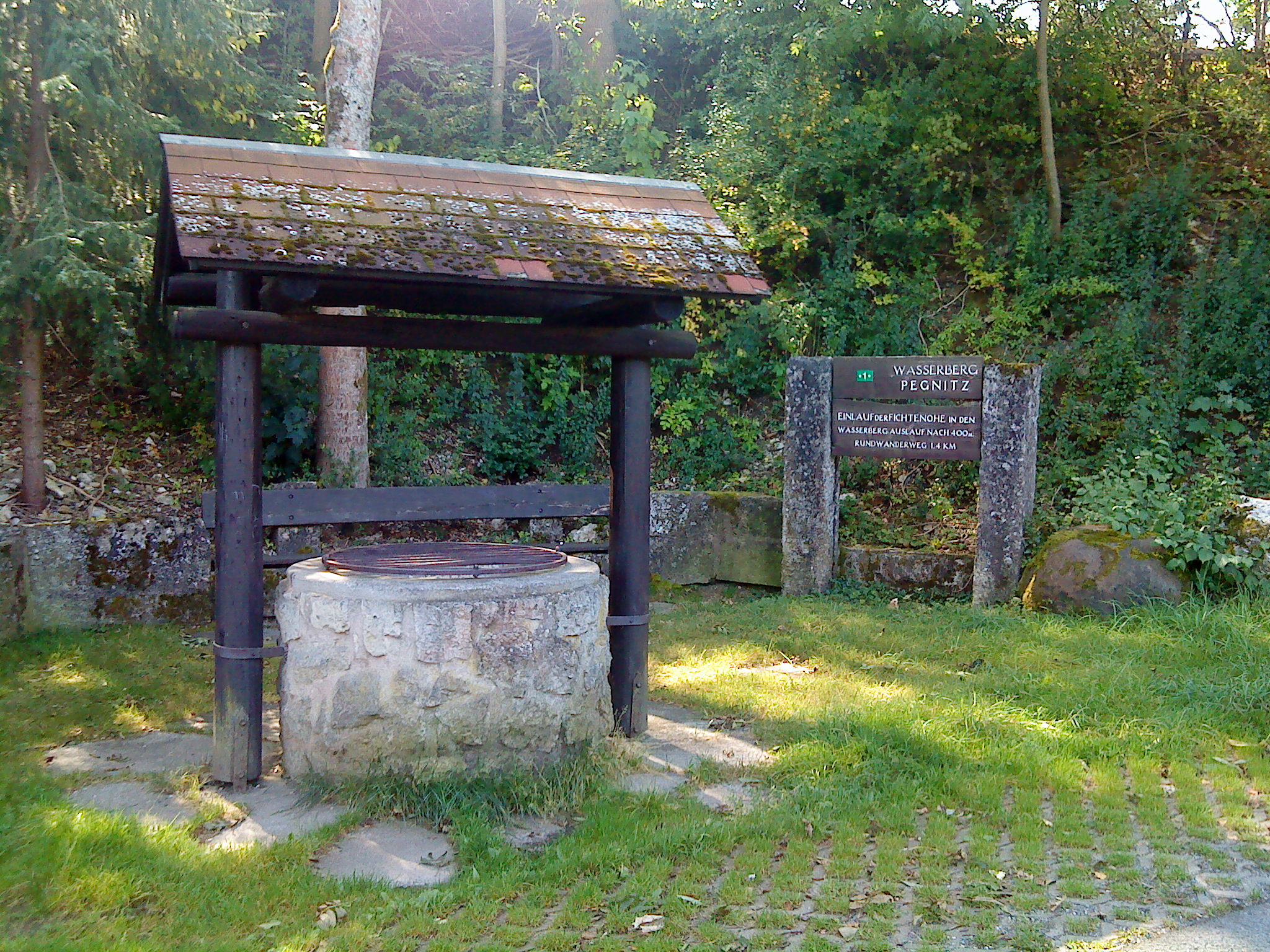
Het verdwijnpunt van de Fichtenohe in de Wasserberg

## Weblinks
- Wasserwirtschaftsamt Nürnberg: „Die Umgestaltung der Pegnitz in Nürnberg“
- Nürnberg und die Pegnitz - Die Stadt und ihr Fluss
- Karsthydrogeologische Untersuchungen am "Wasserberg" bei Pegnitz

- Gemeinsame Normdatei: 4045013-2
- Library of Congress Control Number: sh2018000482
- Nationale Bibliotheek van Israël: 987012403726205171
- Virtual International Authority File: 237698073